# Questa notte (Marco Mengoni)
Questa notte è un singolo del cantautore italiano Marco Mengoni, pubblicato il 31 maggio 2011 come secondo estratto dal primo album dal vivo Re matto live.

## Descrizione
Il brano viene inciso per la prima volta nell'EP Re matto e successivamente viene rivisitato in una versione reggae contenuta nella compilation dei Wind Music Awards 2011.

## Tracce
1. Questa notte – 4:41 (Massimo Calabrese, Piero Calabrese, Marco Mengoni, Stefano Calabrese)